# Grupo Avance
El Grupo Avance, fue un grupo universitario creado en 1931 por estudiantes de la Universidad de Chile, con el fin de reorganizar la Federación de Estudiantes de la Universidad de Chile (FECH), refundada en agosto de 1930 después de haber sido disuelta por la dictadura del General Carlos Ibáñez del Campo en 1926.

## Historia

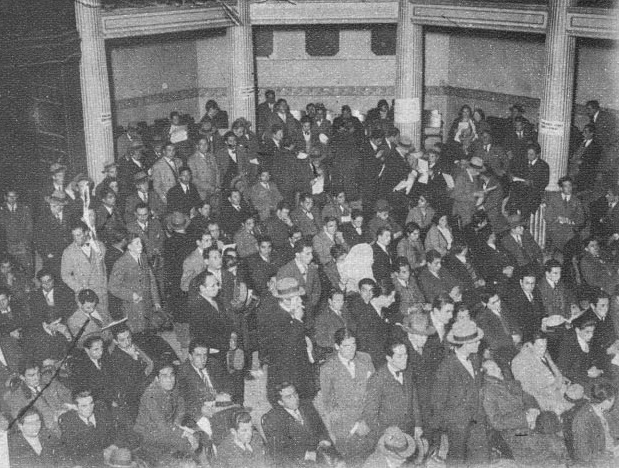
Asamblea extraordinaria de la Federación de Estudiantes de Chile durante el Golpe de Estado el sábado 4 de junio de 1932

Los primeros integrantes del Grupo eran principalmente estudiantes socialistas y comunistas, sin embargo, luego de la caída de Ibáñez (31 de julio de 1931), quedaron sólo los comunistas del sector partidario de Elías Lafertte, expulsando a los partidarios de Manuel Hidalgo de tendencia trotskista.
A fines de 1931, logran ganar la presidencia de la Federación, con su candidato Roberto Alvarado, y desde esa tribuna son sorprendidos por el establecimiento de la República Socialista (4 de junio de 1932), inmediatamente se restan del proceso y junto a la cúpula del Partido Comunista de Chile se toman la Casa Central de la Universidad de Chile y declaran la creación de un sóviet de obreros, estudiantes, marinos, soldados y campesinos. 

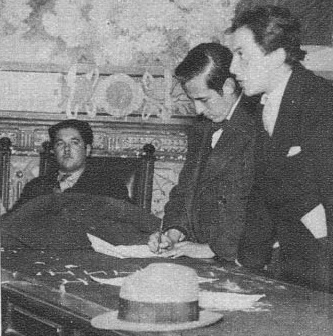
Roberto Alvarado del Grupo Avance en la Asamblea del sábado 4 de junio de 1932

Entre las demandas obtenidas por los estudiantes de la Junta Revolucionaria de Matte y Grove (Puga se reportó enfermo y no participó en las decisiones del movimiento), está la obtención de la Ley de Autonomía Universitaria, que durante años había sido un esperado anhelo de los estudiantes.
Tras la deposición de la junta de Puga, Matte y Grove, el día 16 de junio los estudiantes son fuertemente reprimidos, sus dirigentes deben ocultarse y varios son detenidos. 
En 1933, con la creación del Partido Socialista de Chile, y de las Juventudes Comunistas de Chile, el grupo pierde fuerza, pasando a integrarse a las juventudes políticas de los partidos de izquierda.
Entre los integrantes del Grupo Avance se destacaron Roberto Alvarado, Óscar Waiss, Tomás Chadwick, Juan Picasso, René Frías Ojeda y Salvador Allende. El movimiento tuvo presencia en todas las sedes nacionales de la Universidad y una sección integrada por estudiantes secundarios, llamado Grupo Vanguardia.
Las últimas participaciones de los estudiantes, como Grupo Avance, fueron hacia fines de 1934, en el movimiento chileno de estudiantes antifascistas, con la Federación nuevamente dirigida por Roberto Alvarado.